# Aloe ambigens
Aloe ambigens là một loài thực vật có hoa trong họ Măng tây. Loài này được Chiov. mô tả khoa học đầu tiên năm 1928.